# 44 & 66
| Recensione | Giudizio |
| ---------- | -------- |
| AllMusic   |          |

44 & 66 è il secondo album del cantautore folk-rock statunitense Greg Brown, pubblicato dall'etichetta discografica Rose Alley Records nel 1980.

## Tracce

### LP (1980)
Lato A
Testi e musiche di Greg Brown.
1. Goin' to Go Downtown – 4:26
2. People Hide Their Love – 4:01
3. Lullaby at the Edge of Town – 3:09
4. Early Iowa – 3:24
5. Comin' Into You – 3:17

Lato B
Testi e musiche di Greg Brown.
1. 44 & 66 – 3:59
2. Don't You Think Too Much – 5:38
3. Bozo's in Love Again – 3:27
4. Twenty or So – 3:34
5. Ring Around the Moon – 3:40

## Tracce

### LP (ristampa 1984, Red House Records, RHR-02)
Lato A
Testi e musiche di Greg Brown.
1. 44 & 66 – 3:59
2. Don't You Think Too Much – 5:38
3. Bozo's in Love Again – 3:27
4. Twenty or So – 3:34
5. Ring Around the Moon – 3:40

Lato B
Testi e musiche di Greg Brown.
1. Downtown – 4:26
2. People Hide Their Love – 4:01
3. Lullaby at the Edge of Town – 3:09
4. Early – 3:24
5. Beatniks Gonna Rise Again – 3:45

### CD
Edizione CD del 1984, pubblicato dalla Red House Records (RHR CD 02)
Testi e musiche di Greg Brown.
1. 44 & 66 – 3:59
2. Don't You Think Too Much – 5:38
3. Bozo's in Love Again – 3:27
4. Twenty or So – 3:34
5. Ring Around the Moon – 3:40
6. Downtown – 4:26
7. People Hide Their Love – 4:01
8. Lullaby at the Edge of Town – 3:09
9. Early – 3:24
10. Beatniks Gonna Rise Again – 3:45
11. Comin' Into You (Extra CD Cut) – 3:17 – Traccia bonus

## Musicisti
- Greg Brown – voce, chitarra
- Chuck Henderson – chitarra
- Davey Moore – armonica
- Prudence Johnson – voce
- Al Soucek – clarinetto
- Ron Rohovit – basso
- Gary Delaney – mandolino

Note aggiuntive
- Wayne Glover e Dennis Jones – produttori
- Registrazioni e mixaggio effettuati al Triad Studios (Des Moines, Iowa)
- Tom Tucker – ingegnere delle registrazioni
- Dom Franco – foto copertina frontale album originale
- Steven Zavodny – foto retrocopertina album originale
- James Ochs – design copertina album originale[2]